# OK Skogsstjärnan
OK Skogsstjärnan är en orienterings- och skidklubb från Töreboda som bildades den 2 mars 1954. Klubben har sin klubbstuga Mostugan i friluftsområdet Moskogen utanför Töreboda där motionsspår på flera olika distanser finns. Klubben arrangerar årligen Viken Runt vilket är ett motionslopp på cykel.